# Laura Huhtasaari
Laura Huhtasaari (Vilppula, 30 marzo 1979) è una politica finlandese.
Membro del partito di destra Veri Finlandesi, ha rappresentato la regione di Satakunta nel Parlamento finlandese dall'aprile 2015 al luglio 2019.
Fu la candidata dei Veri Finlandesi per le elezioni presidenziali del 2018, dove si è classificata terza.
Dal 2019 al 2023 è stata europarlamentare; sedeva nel gruppo Identità e Democrazia, di cui fu anche una delle due candidate, non elette, alla Vicepresidenza del Parlamento europeo. Nell'aprile 2023 è stata ri-eletta al Parlamento finlandese, rinunciando così al proprio seggio al Parlamento europeo.

## Posizioni politiche
Huhtasaari sostiene che la Finlandia dovrebbe uscire dall'Unione europea. Si oppone all'adesione della Finlandia alla NATO ma sostiene la collaborazione con l'organizzazione.
Ritiene che la Finlandia dovrebbe avere un presidenzialismo più marcato.
Huhtasaari è avversa alla presenza dell'Islam nel Paese e alla migrazione economica.
Huhtasaari è una "creazionista". Si è dichiarata politicamente vicina a Donald Trump.